# Alma Hongell
Alma Alexandra Hongell, född 15 oktober 1849 i Nykarleby, död 6 januari 1935 i Gamlakarleby (idag Karleby), var en finländsk religiös författare. Hon verkade även som lärare och deltog i ett antal sjöresor tillsammans med sin make, sjökaptenen Gustav Hongell. Efter en dramatisk sjöresa 1896 belönades hon med Finska sjöassuransföreningens hederstecken – som första finländska kvinna. Hongell författade ett tiotal barnböcker.

## Biografi
Alma Hongell föddes som dotter till sjökaptenen Johan Backlund från Gamlakarleby och Maria Olsson. Morfadern, norrmannen Olof Olsen, var även han kapten. Efter att Almas far avlidit i Brasilien på grund av gula febern inledde modern en verksamhet med fattigskola för flickor i hemmet, för att kunna klara av familjens ekonomi. Den då 13-åriga Alma hjälpte till i skolarbetet.
1875 blev hon antagen som folkskollärarinna i Nykarleby, efter att hon auskulterat i Helsingfors. Dessutom fick hon inkomster genom att hålla privatlektioner i engelska samt skötseln av ett lånebibliotek.
Hon gifte sig 1877 med sjökaptenen Gustav Hongell, varefter familjen flyttade till Gamlakarleby och fick tre barn. Alma Hongell, som hade många kaptener i släkten, deltog i ett antal sjöresor och skrev flitigt resedagbok. Resandet tilltog sedan barnen blivit större, varefter hon ofta följde med sin make på längre sjöresor – inklusive 1890–1891 och 1893–1896 – med fartyget Melusine. Under den långa frånvaron lämnades barnen hos fastern i Gamlakarleby.
Under en seglats mellan Indien och England 1896 insjuknade hela fartygsbesättningen i beriberi, varvid kaptenen Gustav Hongell och två andra besättningsmedlemmar avled. Vid denna tid var orsaken till beriberi (brist på bitamin B1, på det sena 1800-talet ofta orsakad av en ensidig kost baserad på polerat ris). Efter att maken fått en sjöbegravning assisterade Alma Hongell i fartygsnavigeringen, liksom i att sköta om de sjuka under resten av resan. Denna insats förlänade henne – som första kvinna i Finland – Finska sjöassuransföreningens hederstecken.
Alma Hongell blev dock mest känd via sina barnböcker. Hon debuterade som författare 1873, och nästa utkom först 20 år senare (tre barn och många sjöresor senare). Bland de tiotalet barnböckerna finns titlar som Lilla Rosas födelsedag (1908) och Majdrottningen (1919), delvis utgivna under pseudonymen A***. Böckerna präglades i hög grad av religiösa och nykterhetsivrande budskap, vilket gjorde dem omtyckta.
Hon hade 1883 grundat en missionssyförening (sjömansmissionssällskap) i Karleby och var även verksam inom KFUK och nykterhetsarbetet i staden. 

## Familj

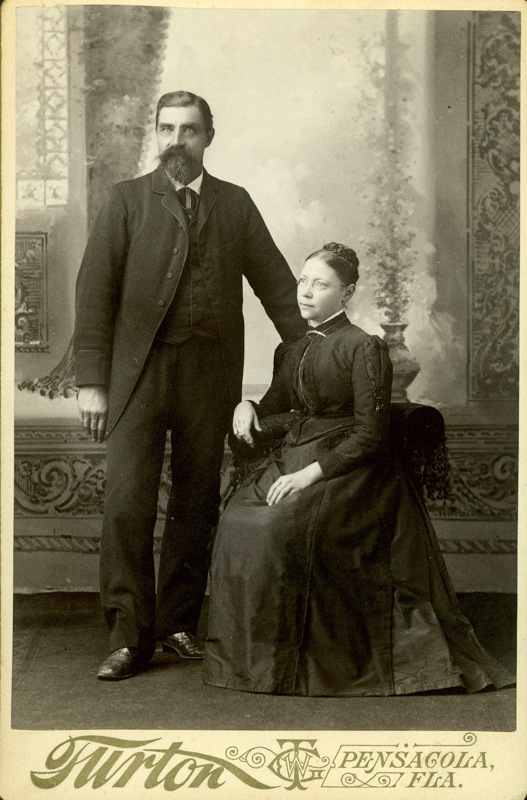
Gustav och Alma Hongell, fotograferade i Pensacola i Florida.

Dottern Ada Hongell (1879–1930) var lektor i svenska och historia vid Svenska samskolan i Karleby, och hon fungerade även som läroverkets rektor.